# Julius James
Julius James (* 9. Juli 1984 in Maloney Gardens, Trinidad und Tobago) ist ein Fußballspieler auf der Position eines Abwehrspielers, der zumeist in der rechten Verteidigung, jedoch auch als Innenverteidiger eingesetzt wird.

## Karriere

### Vereinskarriere
James begann seine Karriere als aktiver Fußballspieler bei der Fußballmannschaft am St. Anthonys College, das er im Jahre 2003 verließ. Von 2004 bis 2007 spielte er im Fußballteam der University of Connecticut. James war 2007 Anwärter auf die Hermann Trophy, die seit 1967 jährlich für den besten College-Fußballspieler bzw. für die beste College-Fußballspielerin vergeben wird. Dazu kam, dass er im selben Jahr Lowe’s Senior CLASS Award-Finalist, sowie Mannschaftskapitän war. Für die Huskies, so der Spitzname der Fußballmannschaft an der Universität, kam er bei 63 absolvierten Spielen auf sechs Tore.
2006 spielte er einige Partien für die Westchester Flames in der USL Premier Development League.
Im Januar 2008 war James beim MLS SuperDraft 2008 der erste Pick des MLS-Klubs Toronto FC. Bis zu seinem Abgang zu Houston Dynamo am 12. Dezember 2008 absolvierte er 13 Spiele für die Reds und erzielte dabei einen Treffer. Sein Transfer zu Houston Dynamo kam zustande, indem Dwayne De Rosario von den Texanern als Tausch für James zum Toronto FC wechselte. Insgesamt kam er für den Verein aus Houston in vier Spielen zum Einsatz und wurde im Jahr 2009 kurzzeitig zu Minnesota Thunder verliehen, bei denen er zwei Spiele absolvierte.
Nach dieser kurzen Ausleihe wechselte James am 14. August 2009 zu D.C. United. Houston erhielt dafür einen weiteren Pick im MLS SuperDraft 2012. Am 17. Februar 2011 wurde James von United freigestellt.
Die Columbus Crew gab am 28. Februar 2011 bekannt, James unter Vertrag genommen zu haben. Sein Debüt gab er schon einen Tag später im CONCACAF Champions League Viertelfinale gegen Real Salt Lake.
Nach der Saison 2012 nahm Columbus Crew die Option auf Verlängerung des Vertrages von James nicht war. Er nahm am MLS Re-Entry Draft 2012 teil, wurde aber von keiner MLS-Mannschaft ausgewählt. So wechselte er 2013 zu den Carolina RailHawks in die North American Soccer League. Nach der Saison 2013 wechselte er innerhalb der Liga zum San Antonio Scorpions, wo er als Stammkraft agierte und noch vor Beginn des Spieljahres 2016 zum Ligakonkurrenten Fort Lauderdale Strikers überging. Mit 18. Dezember 2015 erhielt er von der United States Soccer Federation die National-B-Licence als Fußballtrainer.

### International
Insgesamt kam James von 2008 bis 2011 auf nachweislich sechzehn Länderspieleinsätzen für die Fußballnationalmannschaft von Trinidad und Tobago. Außerdem spielte er bereits für die U-17-Auswahl von Trinidad und Tobago, bei der er unter anderem während der U-17-Fußball-Weltmeisterschaft 2001 in seinem Heimatland zum Einsatz kam. Er erzielte dabei bei der 6:1-Niederlage in der Gruppenphase gegen die brasilianische U-17-Auswahl ein Eigentor. Sein Debüt bei der Nationalmannschaft von Trinidad und Tobago feierte er am 3. September 2008 beim Spiel gegen Guyana.